# اوفلگونه
اوفلگونه (به آلمانی: Ovelgönne) یک شهر در آلمان است که در وزرمارش واقع شده‌است. اوفلگونه ۵٬۷۵۷ نفر جمعیت دارد.